# 일반적인 오해 목록
일반적인 오해 목록(一般的誤解目錄, 영어: list of common misconceptions)은 그동안 잘못 알려진 것들을 모아놓은 문서다.

## 정치, 전쟁, 군사

### 대헌장과 민주주의
영국 민주주의는 흔히 1215년에 존 왕이 서명했다고 하는 대헌장에 그 기원을 두고 있다. 이 때문에 대헌장이 모든 영국인의 권리를 보장해준 듯이 알려졌지만, 영국인의 80% 이상은 그것 때문에 오히려 박해를 받았으며, 영국 귀족의 권리만을 보장하였다. 또한 존 왕은 서명하지 않고 인장을 찍었다.

### 영국의 명예혁명
명예혁명(名譽革命)은 영국에서 1688년에 일어난 무혈혁명으로, 무혈혁명은 말 그대로 무력충돌 없이 이루어진 혁명을 뜻하는 것이나, 실제와는 다르다. 아일랜드에서는 세 번의 대규모 무력 충돌이 있었으며, 스코틀랜드에서도 수차례의 무력 충돌이 있었다. 잉글랜드에서조차 양 진영의 군대에 의해 두 차례의 충돌이 있었으며, 여러 도시에서 로마 가톨릭에 반대하는 봉기가 있었다. 그럼에도 불구하고 1688년의 혁명은 1865년에 있었던 몬머스 반란에 비해 희생자가 매우 적었기 때문에 무혈혁명이라 불리게 되었다.

### 미국의 독립선언
미국이 독립을 선언한 날은 1776년 7월 4일로 되어 있다. 그러나 필라델피아에서 열렸던 대륙회의가 실제로 독립을 선언한 날짜는 7월 2일이었다. 이 날 대륙회의는 독립선언문을 채택했고 그날 밤 펜실베이니아주의 신문 <이브닝 포스트>는 대륙회의가 독립국가를 선언했다고 보도했다. 존 애덤스는 7월 3일에 아내에게 보낸 편지에 다음과 같이 썼다.
| “ | 1776년 7월 2일이 미국 역사상 가장 기념할 만한 날이 될 것이다. | ” |
|   | — 존 애덤스, 7월 3일에 아내에게 보낸 편지                     |   |

그러나 19세기에 이 편지를 발견한 미국인들은 날짜를 조작했다. 발신 날짜인 7월 3일을 7월 5일로 고치고, 7월 2일을 4일로 고친 것이다. 7월 4일이 독립기념일이 된 것은 토머스 제퍼슨의 독립선언이 7월 4일에 있었기 때문이다.
또, 대륙회의 참가자가 같은 날 모두가 선언문에 서명하였다고 알려져 있지만, 1884년 멜런 체임벌린이란 학자가 의회 일지를 연구한 결과, 서명 날짜가 다른 사람이 많음이 밝혀졌다. 어떤 사람은 1781년에서야 서명하기도 했다. 또한, 모두가 독립 선언에 찬성한 것도 아니었다.

### 프랑스 혁명의 정신
흔히 1789년 프랑스 혁명의 혁명정신은 자유와 평등, 박애라고 알려져 있지만, 실제로는 자유와 평등, 권리(소유권)이다. 자유와 평등, 박애는 혁명정신이 아니라, 1875년 공화국 헌법(프랑스 제3공화국 헌법)이 채택되면서, 공화국의 공식 이념으로서 자리잡았다.

### 제1차 세계 대전: 무제한 잠수함 작전
많은 사람들이 미국이 제1차 세계 대전에 참전하게 된 결정적 이유가 무제한 잠수함 작전이라고 생각하지만, 그것은 사실이 아니다. 미국이 전쟁의 소용돌이에 휩쓸리게 된 결정적 이유는 독일의 외무장관이었던 치머만이 멕시코에 보냈던 암호 전문(이른바 치머만 전보)이 해독되었기 때문이다. 그가 멕시코 주재 독일 대사 펠릭스 폰 에카르트에게 보냈던 암호 전문에는 “멕시코가 미국을 공격할 경우, 멕시코가 1848년에 미국에 빼앗긴 모든 영토를 되찾을 수 있도록 해주겠다”라는 내용이 담겨 있었다. 이것은 영국에서 해독한 것이었고, 영국은 이를 의도적으로 언론 등에 흘려 미국이 알게 한 것이다. 1848년의 그 영토는 미국 전체 영토의 ⅓에 달하는 양이었기 때문에 미국민은 이것을 전쟁 도발로 간주, 독일에 선전 포고를 하였다.
또한 독일의 무제한 잠수함 작전으로 말미암아 1,959명의 승객과 함께 가라앉은 루시타니아호가 비무장 상선이라는 말도 거짓말이다. 그리고 이미 독일은 (1) 생필품이나 식량 등이 아닌 전쟁물자, 곧 무기, 화약 등을 싣고 가는 배 또는 (2) 무장을 하고 있는 상선은 침몰시키겠다고 미리 알렸다. 그러나 루시타니아호는 무기와 화약을 싣고 있었으며, 또한 무장을 하고 있었다.  게다가 독일이 펼쳤던 무제한 잠수함 작전은 앞서 말한 두 가지 경우에만 공격을 하였다. 오히려 영국의 북해 봉쇄 작전에서 파괴된 독일의 비무장 여객선이 훨씬 많고, 민간인 사망자도 더 많았다. 모름지기 역사는 승자의 기록임을 알게 해주는 것이 바로 독일의 무제한 잠수함 작전이다.

### 독일 재군비
1935년, 아돌프 히틀러가 베르사이유 조약의 파기와 함께 독일 재무장을 선언했었다. 이로 인해 나치 독일의 재무장이 1935년 재군비 선언 후 시작된 것으로 잘못 알고 있는 경우가 있다. 그러나 독일군의 재무장은 제1차 세계 대전 직후에 이미 시작된 것이었다.
제1차 세계 대전 후 새로운 총참모장이 된 한스 폰 젝트 장군은 바이마르 공화국의 10만 명 규모 내에서 가능한 재군비 작업을 비밀리에 추진했다. 양봉을 배우는 군인들 사진을 선전용으로 배포하면서 각종 무기 개발과 실험을 소련과 협력하여 소련 영토 내에서 수행했으며, 공군 조종사는 글라이더 협회 등으로 위장했고, 구 프로이센 참모본부의 역할은 민간 정부의 각 관련 부처로 업무를 이관하는 식이었다(예를 들어, 참모본부에 존재하던 철도과를 교통부의 철도과로 이전하는 식이다). 걸작 기관총인 MG34도 이미 1930년에 독일이 아닌 스위스의 졸로틴이라는 회사에서 개발한 것이었다. 이 회사는 독일의 군수산업체인 라인메탈사가 대주주로 경영권을 장악한 회사였다.

### 제2차 세계 대전: 나치 독일군의 전격전
폴란드 전역 당시 선보인 독일군의 전격전은 완성된 체계를 갖춘 전술 교리로 오해를 받지만, 실제 이 전격전을 이론으로 체계화한 것은 없다. 당시 독일군의 놀라운 진격 속도는 독일로서도 의외의 일이었는데 그도 그럴 것이 당시 독일군 수뇌부는 1차대전 당시 지루했던 참호전을 기억하고 있었기 때문이었다.
요제프 괴벨스가 이끄는 독일의 선전부에서 폴란드 침공 이후 선동용으로 만든 용어로 유명하지만, 이는 잘못 알려진 것이다. 타임지가 9월 25일에 폴란드 전역과 관련한 기사에서 전격전이라는 말을 사용했고, 그보다 앞서 1935년 독일의 한 군사 시사지의 칼럼에도 전격전이라는 단어가 등장한다.

### 제2차 세계 대전: 폴란드 창기병대의 돌격
제2차 세계 대전 당시 폴란드군 포모로스케 창기병대가 독일 전차들은 종이와 합판으로 만들어진 껍데기일 뿐이라고 믿고 전차부대에 돌격했다는 것이 사실처럼 알려져왔다. 이 일화는 당시 폴란드군의 낙후성과 시대착오를 보여주는 증거라고 주장되었지만, 사실은 그와 조금 다르다. 폴란드군 창기병대가 독일군 기갑사단을 상대로 돌격을 펼친 사실은 있으나(당시 독일군 전투일지에 기록된 내용이 발견됨), 전차가 종이와 합판으로 만들어졌다고 믿어서가 아니라 독일군에 포위된 상태에서 다른 아군들이 탈출할 수 있도록 독일군의 시선을 끌고자 했던 작전이었다. 이것이 당시 이탈리아 종군기자에 의해 보도되면서 와전된 것이다.

### 제2차 세계 대전: 교토 대신 나가사키에 원폭이 투하된 이유
미국이 히로시마시와 나가사키시에 원자폭탄을 투하했을 때, 나가사키는 본래 폭격 대상에 들어있지 않았고, 원래는 교토시가 폭격 대상이었다. 교토가 시가지가 넓고 분지여서 원자폭탄의 효과를 극대화할 수 있다고 생각했던 것이다. 교토가 제외된 것에 대해서 기존에는 다음과 같은 이야기가 전해진다.
- 미국이 문화재 보호를 위해서 교토를 폭격 대상에서 제외했다.
- 미국 하버드 대학교 미술부장이었던 워너 박사가 교토와 가마쿠라, 나라를 제외해 달라고 요청했다.

그러나 훗날 공개된 미국측 사료에 따르면, 이 두 가지 설은 모두 사실 무근이며, 전후에 소련과 대립을 예상한 미국이 교토를 원자폭탄으로 날림으로써 일본인들이 소련에 기우는 것을 막기 위한 것이었다.

### 제2차 세계 대전: 프로호르프카 전투의 진실
1943년 7월의 쿠르스크 전투 중 7월 12일에 있었던 독일군 2 SS기갑군단과 소련군 5 근위전차군 간의 전투에 대해서 수십 년 동안 독일군 600대 이상의 전차와 소련군 800대 이상의 전차가 맞붙은 최대의 전차전이라는 것이었다. 리처드 오버리의 《스탈린과 히틀러의 전쟁》(원제:Russia`s War)의 283쪽에도 그런 내용이 실려 있다. 이 주장은 소련측의 일방적인 주장이었고, 21세기 초에 새로 발굴된 사료는 이러한 그동안의 통설을 완전히 뒤집었다. 새로 발굴된 사료는 당시 2 SS기갑군단 예하 3개 SS기갑사단이 군단장에게 보고한 보고서로 각 사단별로 작전 가능한 전차 대수를 보고한 것이었다. 이 사료에 따르면 당시 2 SS기갑군단의 가용 전차 수는 7월 11일에 294대였고, 7월 12일에는 최소 224대였다. 또한, 프로호르프카 전투에 실제 참전한 사단은 1 SS기갑사단 LSSAH뿐으로 이 사단의 7월 12일 전차 대수는 정확하게 알려지지 않았으나 7월 11일에 77대였고, 7월 13일에는 70대가 작전 가능하다고 보고했다. 이 보고에는 피격 후 수리된 전차도 포함된다. 따라서 7월 12일의 전투 가능했던 전차는 77대를 넘기지는 못했던 것이다. 기존 통설은 프로호르프카 전투가 독일군의 패배라는 것이지만, 77대의 전차로 5근위전차군 800대와 벌인 전투에서 5근위전차군 전차 대다수가 파괴되었다는 점에서 독일군의 패배라고 할 수는 없다.

## 학문, 예술, 문화

### 야만인의 문화 파괴
반달족은 이동하면서 해적질과 각종 약탈 및 파괴 행위를 벌인 것으로 알려졌다. 이로 인해 반달행위(Vandalism)란 말이 생겼다. 하지만 로마는 반달족보다는 오히려 로마제국 말기의 노예나 빈곤층 그리고 후대의 예술가와 로마의 보통사람이 더 많이 파괴했다.
고딕 예술의 어원인 '고딕'(Gothic)이란 말도 야만인이 문화 파괴를 한 듯이 쓰이고 있다. 이는 “고트족의” 또는 “고트풍의”라는 뜻으로, 교양 없고 야만스럽고 풍류도 없으며 촌스럽다는 뜻이었다. 이것은 곧 고트족이 그러했다는 경멸의 의미를 담고 있다.
하지만 반달족과 마찬가지로 고트족도 로마 문화와 예술의 우수성을 인정하고 그들의 문화와 로마 문화의 융화를 꾀한 민족이었다.

### 중세인도 지구는 둥글다고 믿었다
아리스토텔레스 이후 믿을 만한 학자들 가운데 세계가 납작한 원반 모양이라고 생각한 사람은 없었다. 또한 중세의 학식 있는 수도사들 또한 지구가 원반처럼 생겼다고 주장한 사람은 없었다. 비드에서 토마스 아퀴나스에 이르기까지 교회의 주요 성직자들은 지구가 원구(구체)임을 의심하지 않았다.
다만 지금까지 알려진 “납작한 지구”에 관한 이론은 대부분 라틴어가 아닌 기록이다. 다시 말해, 당시에는 비주류이거나 또는 정식으로 인정받지 못한 기록이었다. 이것이 19세기 후반에 갑자기 퍼지면서 중세에는 다들 지구가 납작한 원반이라고 생각했다고 잘못 알려지게 되었다.

### 갈릴레이의 낙하 실험
갈릴레오 갈릴레이가 피사의 사탑에서 낙하 실험을 했다는 이야기는 유명하다. 서로 다른 무게의 물건을 동시에 떨어뜨려도 거의 동시에 도착한다는 원리를 입증하고자 한 실험으로 아리스토텔레스의 이론을 거짓으로 밝힌 유명한 실험이다. 갈릴레이의 《신 과학의 대화》에 높이 100미터 정도 탑에서 포탄과 작은 총알을 떨어뜨려도 동시에 떨어진다는 설명은 있다. 그러나 그 "탑"이 어디였는지는 설명이 없다. 또한, 당시 공개 실험을 했다고 하지만 그 실험을 목격한 사람의 기록은 아직 발견되지 않고 있다.
이 이야기는 갈릴레이의 제자였던 비비아니(Viviani)가 지어낸 이야기로 추정된다. 갈릴레이가 피사에 살았다는 점, 비슷한 시기인 1587년에 네덜란드 물리학자 시몬 스테빈(Simon Stevin)이 자신의 집에서 비슷한 원리를 실험한 사실, 그리고 갈릴레이가 쓴 책 속의 설명을 엮어서 만들어낸 이야기라는 주장이다.
영국의 유명한 우주물리학자 스티븐 호킹은 갈릴레이의 이 실험에 대해서 다음과 같이 지적했다.
갈릴레이가 피사의 사탑에서 추를 떨어뜨려서 아리스토텔레스의 생각이 잘못임을 입증했다고 하지만, 이 이야기는 사실 무근임에 틀림없다. 다만 갈릴레오가 그와 비슷한 취지에서 실험을 한 것은 사실이다. 그는 매끄러운 경사면에서 서로 다른 무게의 공을 굴렸다— 《세계사오류사전》, 380쪽

### 최초의 지동설을 주장한 사람
보통 지동설을 주장한 사람으로 니콜라우스 코페르니쿠스가 통설이다. 그러나 코페르니쿠스보다 무려 1,700여 년이나 앞서서 지동설을 주장한 사람이 있었다. 고대 그리스의 천문학자 아리스타르코스였다. 코페르니쿠스도 아리스타르코스가 지동설을 주장했다는 사실을 알고 있었고, 책의 원고에도 그 사실을 썼지만, 실제로 출판했을 때는 그 내용을 삭제했다. 지구가 둥글다는 주장은 이미 피타고라스가 이미 주장했었으며, 아리스타르코스는 피타고라스의 가설을 받아들여 지구가 자전하면서 태양의 주위를 돈다고 주장했지만, 받아들여지지는 않았다.

### 사실과 다른 그림: 《알프스를 넘는 나폴레옹》

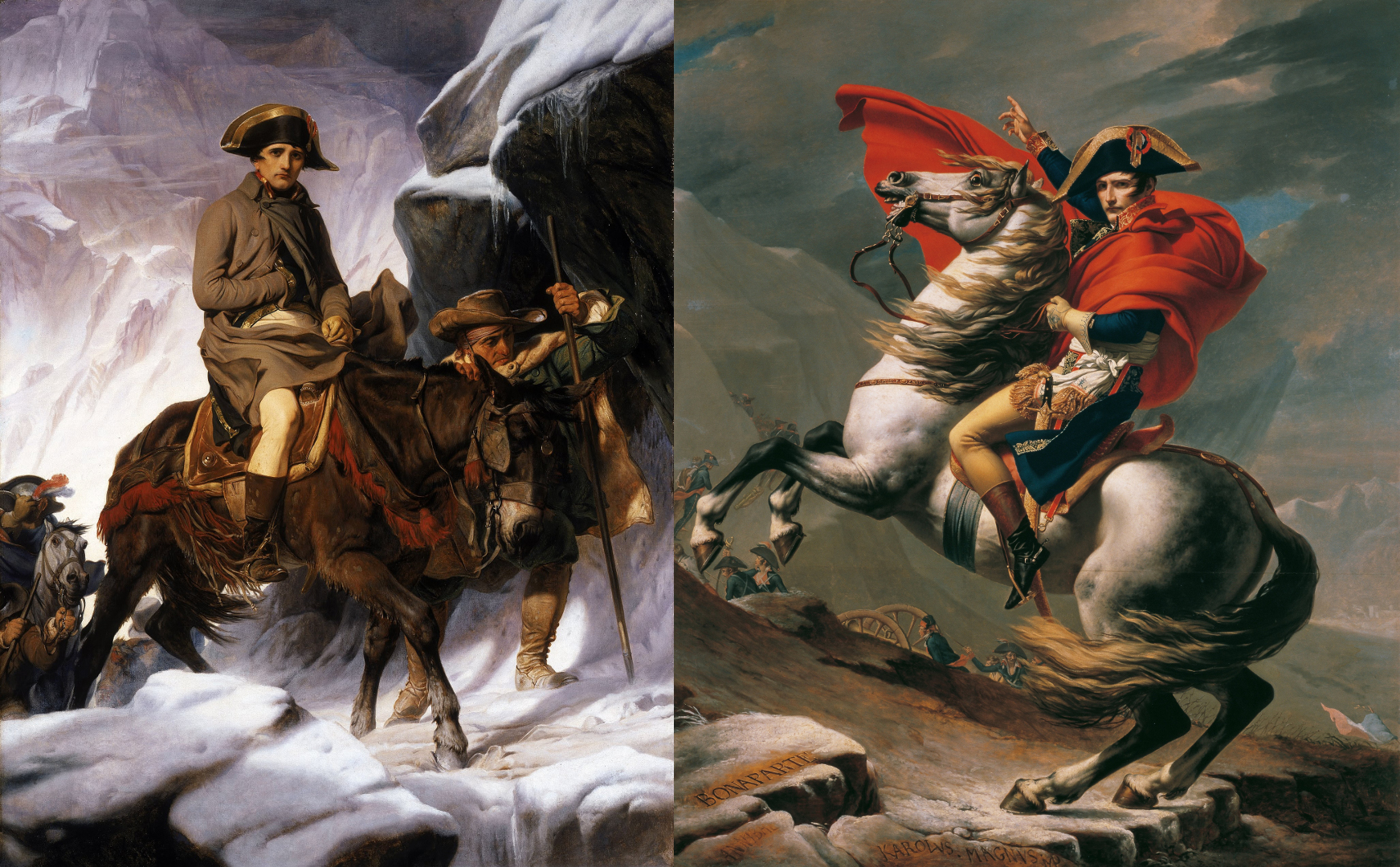
왼쪽이 폴 들라로슈가 그린 《알프스를 넘는 보나파르트》이고, 오른쪽이 다비드가 그린 《알프스를 넘는 나폴레옹》이다.

나폴레옹 보나파르트와 관련된 그림 중에 유명한 그림이 자크 루이 다비드가 그린 《알프스를 넘는 나폴레옹》이다. 앞다리를 치켜 든 백마 위에서 손가락으로 방향을 지시하는 나폴레옹의 역동적 자세로 유명하다. 이 그림은 나폴레옹이 이탈리아 원정을 마치고 돌아온 후 다비드에게 그려달라고 요구해서 그려진 것인데, 다비드가 모델을 서달라고 요청하자 알아서 하라는 답변만 들어야 했다. 결국 다비드는 제자를 모델로 삼아 이 그림을 그렸다.
그러나 실제 나폴레옹은 백마를 타고 병사들과 함께 알프스산맥을 넘지 않았다. 실제로는 나폴레옹은 병사들이 알프스산맥을 모두 넘어간 후에 당나귀를 타고 현지 안내인의 안내를 받으며 알프스산맥을 넘었다. 1848년 ~ 1850년 사이에 폴 들라로슈가 그린 왼쪽의 그림이 진실에 가깝다.

### 마라톤 42.195km의 진실
올림픽의 마라톤 경기는 도시 국가 고대 아테네와 페르시아 제국간에 벌어졌던 기원전 490년의 마라톤 전투 승전보를 전하기 위해 중무장을 한 채 42.195킬로미터를 달려 아테네에 도착한 후에 승전보를 알리고 죽은 페이디피데스를 기리기 위해 시작된 경기다. 그러나 실제로 아테네와 마라톤 간에 거리는 36.75킬로미터였다. 이는 국제육상연맹이 1927년에 측정한 거리다. 고대 올림픽에는 없었던 마라톤 경기가 처음 실시된 것은 제4회 런던 올림픽 때부터인데 제7회 앤트워프 올림픽까지 통일된 거리가 없었다. 제8회 올림픽이 개최되기 전 거리를 통일하자는 여론이 형성되었고, 이때 거리가 42.195킬로미터로 정해졌다. 이 거리의 기준은 제4회 런던 올림픽 당시 윈저 궁부터 올림픽 주경기장까지 거리였다.

## 재난, 사건, 사고

### 네로와 로마 대화재
로마 제국의 네로 황제가 로마 대화재(64년) 당시 황궁에서 시를 노래했다는 전설은 후세의 기독교인들이 거짓으로 퍼뜨린 내용이다. 실제로 네로는 기름창고 사고가 번져 생긴 대화재 당시, 로마 시민에게 공급할 식량 등을 꾸려고 로마에서 50마일 떨어진 곳에 있었고, 화재 소식을 접하자 즉시 로마로 달려와 화재 진압을 지휘했으며, 진압 후에도 서민들을 위한 갖가지 대책을 수립하고 실행에 옮겼다. 기독교인들이 네로에 대해 이런 소문을 퍼뜨린 것은 네로의 추종 세력이 민심을 수습하기 위해 기독교인을 방화범으로 몰았기 때문이었다. 결국 네로에게만 누명이 씌워진 셈이 되었다.
네로가 누명의 희생양이 되기는 했지만 기독교인을 박해한 황제는 네로뿐이 아니었다. 로마의 초대 황제 옥타비아누스나 칼리굴라는 훨씬 더 기독교인을 박해했다.

### 최악의 선박 참사
타이타닉호 참사나 루시타니아호 참사가 너무 유명하여 최악의 인명피해를 낸 선박 참사가 그 둘 가운데 하나라고 알고 있는 사람이 많다. 하지만 사망자 수로 볼 때 역사상 최악의 선박 참사는 제2차 세계 대전이 끝나가던 1945년 연합군 해군이 비무장 선박 빌헬름 구스틀로프(The Wilhelm Gustloff)호를 격침시킨 사건이다. 이때 6천 명 이상이 바다 밑으로 가라앉았다.
이 사건은 타이타닉호 참사(1513명)보다 거의 4배에 가까운 인명을 앗아갔으며, 루시타니아호 참사(1,959명)보다는 거의 3배에 가까운 목숨이 사라졌다.

## 역사 속 사람들

### 역사의 아버지 헤로도토스
서양 최초의 역사가이기에 역사의 아버지라고 불리는 헤로도토스는 《역사》를 저술했다. 그런데 거기에서 다음과 같이 저술하였다.
- 들은 이야기는 사실이든 아니든 모두 저술했다(여우만큼 큰 개미 이야기).
- 페르시아 제국에 관한 이야기를 날조했다.

### 나폴레옹은 작지 않았다
나폴레옹 보나파르트는 보통 키가 작은 사람의 대명사처럼 되어 있다. 나폴레옹이 사망한 후, 그를 부검한 의사는 그의 키를 5피트 2인치로 기록했고, 이것을 영미식 피트 단위로 환산하면 158cm가 된다. 그러나 실제 나폴레옹의 키는 169cm로 당시 유럽인들의 평균 키였다. 11cm의 차이가 발생한 것은 프랑스가 쓰던 피트 단위와 영국이 쓰던 피트 단위가 서로 달랐기 때문이었다. 5피트 2인치라는 기록은 프랑스식 피트 단위였고, 영국식으로 환산하면 5피트 6인치가 된다. 그러나 프랑스식 피트 단위로 매겨진 5피트 2인치를 환산하지 않고, 영국식 피트 단위로 받아들이는 바람에 나폴레옹의 키가 158cm가 되어 키가 작은 사람이 돼버린 것이었다.

### 조지 워싱턴과 벚꽃
미국 초대 대통령 조지 워싱턴의 어린 시절 일화로 유명한 것이 벚꽃 절단 일화가 있다. 벚꽃나무를 도끼로 잘랐다가 솔직하게 자기가 한 일임을 고백하고 용서를 구했다는 내용이다. 이 일화는 1800년 로크 윔스(Locke Weems)가 쓴 《일화로 엮은 워싱턴의 생애》에 소개된 것인데, 그러나 이 일화는 저자인 윔스가 꾸며낸 이야기다. 윔스 자신도 마운트버넌 교구의 전직 목사라고 자신의 신분을 밝혔지만 그런 교구는 없었고, 윔스는 떠돌이 외판원에 불과했다. 그가 처음 이 일화가 소개된 책을 쓴 것은 1800년 2월이었다. 미국인들이 워싱턴의 일대기를 궁금해한다는 것을 알게 된 윔스는 출판사에 워싱턴의 일대기에 대한 책을 내자고 제의했고, 자기 자신이 직접 썼다. 초판은 소책자 수준으로 80쪽 정도 분량이었으나 생각보다 많이 팔렸고, 내용이 부족하다고 생각한 윔스는 자료 보강에 나섰다. 이 일화가 실린 것은 1806년에 출판된 5판에서였다. 실제로 그런 일은 없었던 것이다.

### 최연소 독일군 사단장
쿠르트 “판처” 마이어는 제1차·제2차 세계 대전을 통틀어 최연소 독일군 사단장으로 알려져 있다. 그러나 실제로는 실제 독일군 최연소 사단장은 32세에 제78국민척탄병 사단장을 역임한 하랄트 폰 히르슈펠트 중장이다.
물론 백엽 검 기사십자장과 제3제국 3급(최고급) 무공훈장을 수훈한 쿠르트 마이어가 무척 젊은 나이에 사단장이 되었다는 데에는 대부분 동의하고 있다. 또한 그의 별명인 Panzer(판처)는 기갑전의 달인이라서 붙여진 별명이 결코 아니다. 발뼈가 스무 조각 이상으로 쪼개지는 중상을 입은 뒤에, 죽을 수도 있는 상황임에도, 마이어는 놀랍게도 완전히 회복했다. 이 놀라운 사건 뒤 그의 친구들은 마이어에게 “전차”(Panzer)라는 별명을 붙여주었다. 왜냐하면 마이어가 “전차”처럼 튼튼했기 때문이다.

## 같이 보기
- 한국사의 오류와 진실

## 참고 문헌
- 《세계사오류사전》, 조병일·이종완·남수진 씀. (지오북스, 서울, 2007년)